# Castello di Stegeborg

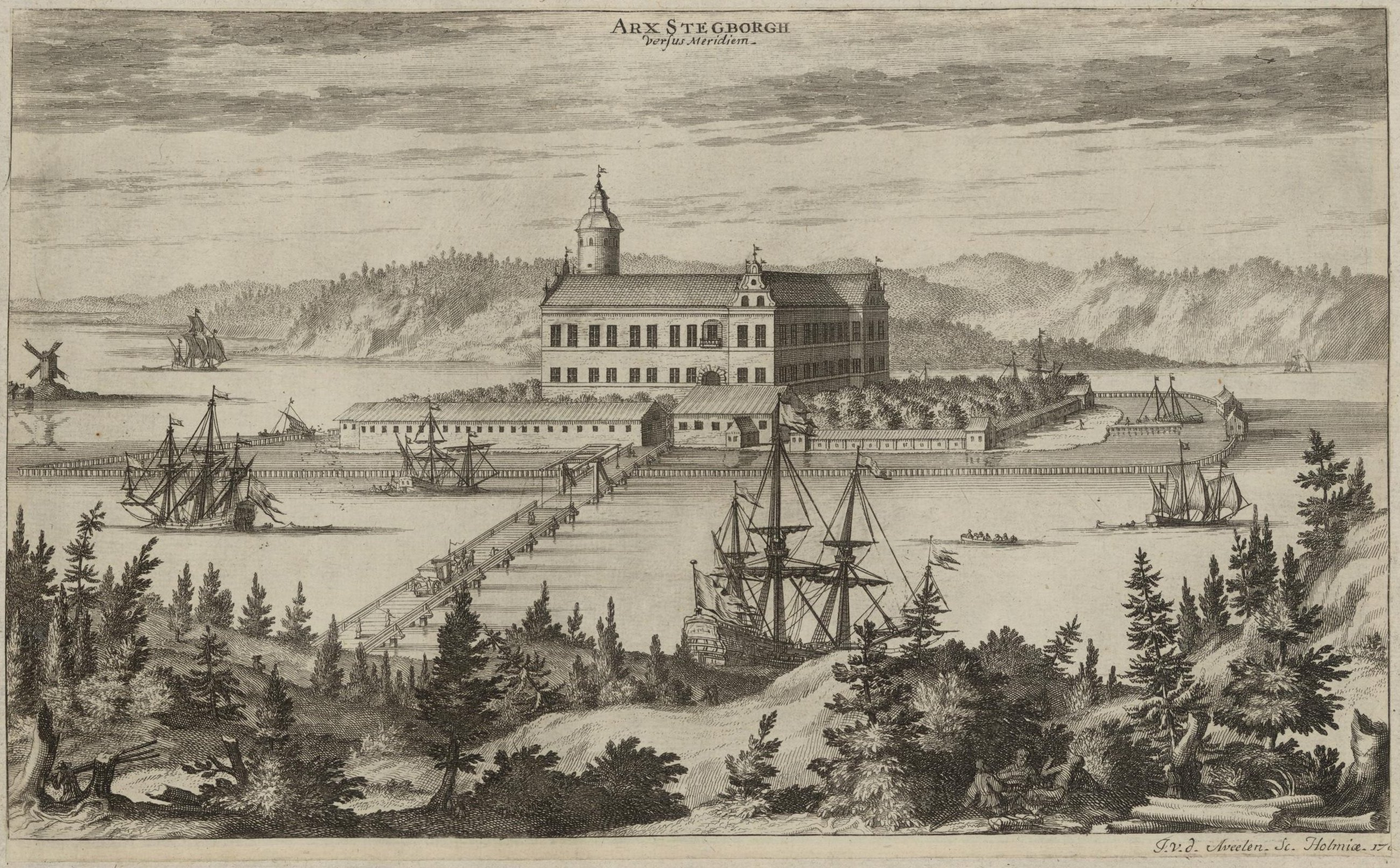
Il castello in una stampa del 1706, da Suecia antiqua et hodierna.

Il castello di Stegeborg, ormai caduto in rovina, si trova nel comune di Söderköping, in Svezia, su un'isola in un'insenatura del Mar Baltico. Qui sorgeva una palizzata, che formava una linea di sbarramento al passaggio delle navi. Le costruzioni più antiche risalgono al VII secolo. L'edificio prese il nome di Stækaborg nel 1310. 
Tra le rovine del castello meglio conservate spicca una torre quadrangolare del XIII secolo, situata presso l'angolo sudest del complesso. Nel XIV secolo sorsero un borgo, una cinta muraria ed una torre rotonda sul lato ovest. 
Nei secoli seguenti il borgo fu ampliato; l'attività costruttiva toccò l'apice durante il regno di Re Giovanni III, che nacque proprio nel castello. La torre rotonda vide le ultime modifiche, raggiungendo lo stato attuale, durante il suo regno. I re della Dinastia Vasa risiedettero spesso nel borgo, che fu completato da una chiesa di pietra.
Tra il 1652 ed il 1689, i conti Giovanni Casimiro e Adolfo Giovanni I della casa dei Palatinato-Zweibrücken presero in affitto il castello, che fu utilizzato come sede amministrativa dello Schärenhof (ovvero un piccolo arcipelago, tipico della Scandinavia) di Östergötland.
Con la seguente decadenza, dal 1731, il castello fu demolito fino alle fondamenta, e le pietre utilizzate come materiale da costruzione per il vicino borgo di Norrköping
Nel 1806 fu eretto un nuovo castello in stile classico, per ordine reale.

## Etimologia
Il castello è menzionato nel 1310 come Stækaborg: il nome deriva da stæk, svedese medievale per stock, mucchio, o un altro luogo chiamato Stäket. "Stäk" si riferisce a diversi sistemi di palificazioni, in cui i pali, immersi nell'acqua, bloccavano l'accesso al canale. Il più antico di questi sistemi è stato datato tra il VII e il IX secolo. Nelle acque a nord dell'isola sono state scoperte palificazioni risalenti all'XI secolo. Lo scopo delle barriere di palificazione era impedire o ostacolare la navigazione. Queste palificazioni erano ancora esistenti nel XIX secolo e quindi le navi dovevano attraversare l'isola sul lato sud per raggiungere Söderköping.

## Storia

### Folkungatiden
La storia antica di Stegeborg è legata alla tenuta di Skällsvik. Una fattoria è attestata già nel 1287, quando apparteneva al vescovo di Linköping, Benedict Birgersson.
Il suo successore Lars Albrektsson mantenne la proprietà. La sua posizione strategica all'ingresso di Söderköping, che all'epoca una delle città più ricche del paese, era fondamentale per la tutela di Birger Magnusson, guidata dal marsk Torkel Knutsson. Al più tardi nel 1305 la fattoria del vescovo fu venduta al re Birger.
Successivamente, un castello fu costruito sull'isolotto, che si trova nel canale del mare che porta verso Söderköping. Il suo aspetto e la sua estensione sono sconosciuti. L'edificio probabilmente non era troppo esteso, poiché l'isola attualmente non è grande e il rimbalzo isostatico post-glaciale nell'Östergötland ha portato a un'elevazione del terreno di due metri dal XIV secolo.
Durante il periodo 1310-1316 il re inviò diverse lettere da Stegeborg e si può presumere che vi rimase per lunghi periodi. Dopo il banchetto di Nyköping scoppiò una ribellione contro il re Birger, che lasciò Stegeborg e navigò alla volta di  Visby, lasciando suo figlio Magnus Birgersson come comandante di Stegeborg. Il castello fu assediato, presumibilmente da Pasqua fino alla fine di agosto 1318. Magnus fu fatto prigioniero a Stoccolma e condannato a morte nel giugno 1320. È sepolto a Riddarholmskyrkan a Stoccolma accanto a Magnus III di Svezia. Secondo Erikskrönikan (le cronache di Eric, la più antica cronaca svedese sopravvissuta), Stegeborg fu demolita dopo la sua capitolazione.
Karl Bååt, vescovo di Linköping, ha cercato di riacquistare la fattoria Skällsvik per la diocesi. Riuscì a ricevere Skällsvik e le rovine del castello in dono dalla vedova del duca Eric, Ingeborg di Norvegia, il 27 gennaio 1321. Karl spese quindi molti soldi per ricostruire la tenuta.

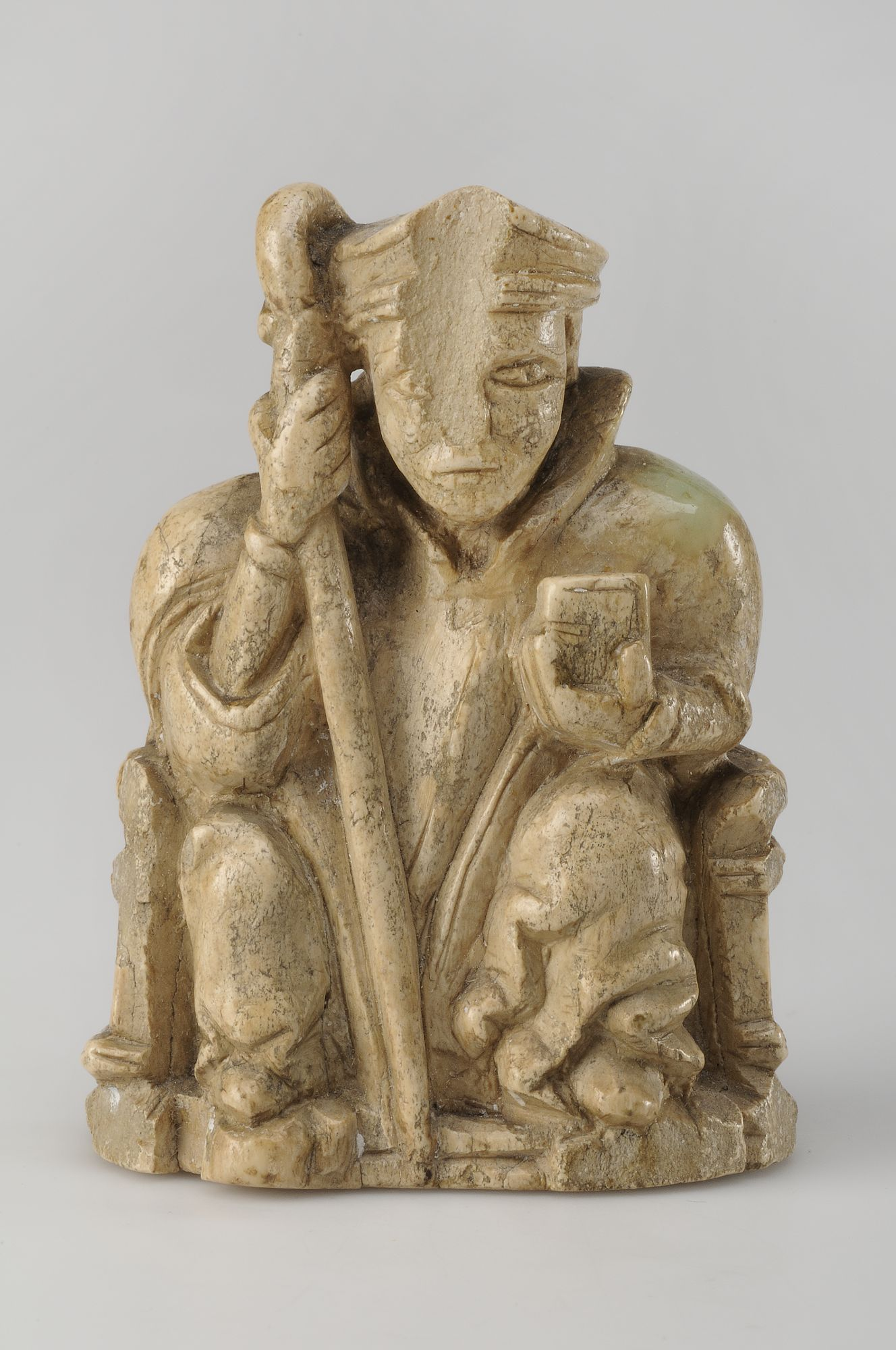
Alfiere di una scacchiera del XIII secolo in zanna di tricheco

Tuttavia, nel 1332 il vescovo fu costretto a cedere la tenuta a re Magnus in cambio di proprietà a Visingsö. Il motivo era probabilmente la posizione strategica del sito e la possibilità di aumentare le tasse sulle navi in viaggio verso Söderköping. Una crisi economica, tuttavia, costrinse il re a impegnare il castello nel 1336. A chi non si sa, ma nel 1350 Skällsvik era di nuovo proprietà della chiesa. Il 28 febbraio 1350 il vescovo di Linköping Peter Tyrgilsson firmò una lettera al maniero (in manerio nostro Skældowijk).
Durante i conflitti dinastici tra il re Magnus ed Erik Magnusson nel 1350, il maniero di Skällvik fu possedimento dal vescovo Nils Markusson. Il vescovo si era schierato con Erik, e nel 1356 il maniero fu assalito e gravemente danneggiato; è probabile che questo fosse per ordine del re. Quanto fu distrutto non è noto, ma quando il duca Alberto di Meclemburgo attaccò la Svezia nel 1363, anche Söderköping fu attaccata, indica che la flotta di Albert fu in grado di passare Skällvik senza ostacoli. Ciò che è chiaro è che il maniero di Skällsvik è scomparso e che qualcuno ha ricostruito Stegeborg sull'isola nel canale. Si ipotizza che Albert, che ha ricostruito sia il castello di Nyköping che lo Stäkeholm, abbia ricostruito anche Stegeborg.

### Unione di Kalmar
Nel 1391 Stegeborg era di proprietà della Corona e Margherita I di Danimarca aveva nominato sceriffo il cavaliere danese Evert Moltke. La diocesi si lamentò di aver inasprito le tasse ai contadini, nonostante gli scarsi raccolti. Il giorno di mezza estate del 1394 Söderköping fu attaccata dai Vitalienbrüder. Questi pirati hanno attaccato in gran numero e apparentemente hanno superato Stegeborg senza essere fermati.
Alcuni anni dopo, Moltke fu trasferito ed Esbjörn Krisiernsson Djäkn divenne il nuovo sceriffo. Nel diario dell'abbazia di Vadstena è stato definito un disgustoso tiranno. Nel 1414 Jöns Fridfinnsson divenne sceriffo. Era stato sceriffo al castello di Västerås, dove la popolazione si era lamentata con il re dei suoi abusi. Non si sa quasi nulla del suo comportamento a Stegeborg.
Quando il re Erik nel 1420 si recò in pellegrinaggio a Gerusalemme, incontrò a Budapest il conte Giovanni Franco (in croato: Ivan Anz Frankopian), che seguì lo a Gerusalemme come interprete e lì fu nominato Cavaliere del Santo Sepolcro. Alla fine del decennio fu nominato sceriffo a Stegeborg. Il suo nome è stato svedesizzato in "Johan Vale" o "Johan Franco". Durante la ribellione di Engelbrecht, Stegeborg fu catturata nel 1434 dopo un breve assedio.
Il vescovo di Linköping Knut Bosson (Natt och Dag) divenne il nuovo amministratore, nominato dopo la riunione del 1436 del Consiglio del Regno a Söderköping. Nel 1438 Karl Knutsson (Bonde) fu nominato reggente e chiese che Nils gli cedesse Stegeborg. Nils rifiutò e iniziò un assedio nel febbraio 1439. A luglio fu deciso che Nils avrebbe ceduto volontariamente il castello a settembre a meno che il re Eric non avesse inviato qualche soccorso. Il re Eric venne a Stegeborg durante l'estate per convocare il Consiglio del Regno. I negoziatori di Karl Knutsson ed Eric si svolsero ad Arkösund ma non fu raggiunto alcun accordo. Alla fine di agosto, Eric tornò a Gotland e in autunno Stegeborg fu consegnato al Consiglio del Regno. Il nuovo sceriffo era Erengisle Nilsson il giovane (Hammerstaätten).
Erengisle sembra fosse favorevole all'Unione Kalmar, ma fu licenziato dal suo incarico di sceriffo nel 1463 quando il re sospettò che simpatizzasse con Karl Knutsson. Anche la casa di Oxenstierna sosteneva l'Unione e il nuovo sceriffo fu nominato Erik Nilsson (Oxenstierna). Tuttavia, la famiglia Oxenstierna perse il potere in Svezia nel 1467 e al loro posto Ivar Axelsson (Tott) fu invece nominato amministratore da suo fratello, che era reggente. Ivar era sposato con la figlia di Karl Knutsson, Magdalena Karlsdotter di Svezia, il che significava un cambio di fedeltà al gruppo che si opponeva all'Unione. Per ordine del Consiglio del Regno il 25 maggio 1472, gli fu concesso il castello e la contea di Stegeholm come feudo a vita.
Ivar visse nel castello di Visborg a Gotland, ma comunque apportò importanti modifiche a Stegeborg. Tra le altre cose, fu costruito un nuovo muro e la torre rotonda ancora esistente.
Ivar Axelsson possedeva sette navi impegnate nella pirateria nel Mar Baltico e questo passatempo portò ad un inevitabile conflitto con il Consiglio del Regno. Quando si capì che le discussioni non avrebbero portato da nessuna parte, fu lanciata un'operazione militare contro il castello di Ivar Axel. Nel febbraio 1487 iniziò l'assedio del castello e il 14 maggio 1487 il comandante Erland Kagge fu costretto a capitolare.
Il 3 settembre dello stesso si riunì il Consiglio del Regno e il giudice Gregers Matsson (Lillie) a divenne slottshövitsman (capo del castello). Si sono conservati i libri contabili di questo periodo (1487-1492).
Dopo Gregers, diverse persone hanno avuto il comando del castello, ma solo per brevi periodi: il consigliere del regno  Arvid Trolle, il cavaliere Nils Bosson (Sture) ed il cavaliere Erik Turesson (Bielke).
Nell'estate del 1499 Giovanni I nominò Svante Nilsson (Sture) nuovo proprietario nel feudo di Stegeborg. Svante avrebbe voluto succedere a suo padre Nils Bosson, ma era stato scavalcato da Sten Sture. Ora la giurisdizione della contea del castello era la diminuita e non riceveva più entrate dalle città di Söderköping e Norrköping.
Dopo molti anni di servizio a Roma, Hemming Gadh tornò in Svezia e divenne vescovo di Linköping nel gennaio 1501. La corrispondenza sopravvissuta rivela che Hemming era un ospite frequente a Stegeborg. Durante l'estate del 1501 scoppiò una ribellione contro il re Giovanni. Ad agosto, tre delle 14 navi del re tentarono di entrare a Slätbaken e conquistare Stegeborg, ma il tentativo di sbarco fallì.
Dopo la morte di Sten Sture, Svante Nilsson fu eletto alla reggenza il 21 gennaio 1504. Probabilmente non fu fino al 1506 prima che il Consigliere del Regno Trotte Månsson (Eka) fosse nominato balivo del nuovo castello. Trotte fu fedele a Svante Nilsson e rimase sceriffo fino alla sua morte nel 1512.
Holger Karlsson Gera fu nominato feudatario nel 1513. La moglie di Holger era una cugina dell'arcivescovo Gustav Trolle, che probabilmente era un peso per lui nella partito che supportava il casato di Sture. Nel giugno 1517 la marina danese riuscì a incendiare Söderköping nonostante Stegeborg avesse bloccato l'ingresso. È probabile, tuttavia, che la flotta sia entrata nella baia di Bråviken e poi abbia sbarcato una forza militare.
1518 Stegeborg ottiene un nuovo comandante, il Consigliere del regno Erik Ryning, che nell'estate del 1520 sconfisse una forza danese che proteggeva la corte vescovile fuori Linköping. Ciò alla fine portò ad accuse sia dal vescovo Brask che da Nils Bosson (Grip) e fu uno di quelli decapitati nel Bagno di sangue di Stoccolma del 1520.

### Dinastia Vasa e Palatinato
Durante la faida di Dacke il castello fu attaccato ma mai catturato. Il castello fu ristrutturato negli anni Quaranta del Cinquecento. Esbjörn Pedersson Lilliehöök era l'ufficiale giudiziario di Stegeborg tra il 1555 e il 1560.
Il re Giovanni III di Svezia nacque e crebbe nel castello e nel 1578 decise di restrutturare il castello, facendolo diventare più un palazzo rinascimentale che un castello medievale. I lavori continuarono fino al 1590.
Nel 1622 il castello fu conferito, insieme ad alcune Centene (härader), al cognato di Gustavo II Adolfo, Giovanni Casimiro di Pfalz-Zweibrücken, che nel 1651 fu insignito Duca di Stegeborg. Dopo la morte di Giovanni Casimiro nel 1652 il titolo ducale passò al figlio maggiore vivente, Carlo Gustavo. Due anni dopo Carlo Gustavo successe alla cugina Regina Cristina e divenne re Carlo X Gustavo di Svezia, dopo di che il titolo ducale fu trasferito al fratello minore di Carlo Gustavo Adolfo Giovanni, che risiedette nel castello fino alla sua morte nel 1689. Dopo la sua morte il castello tornò alla corona.

### XVIII e XIX Secolo
l governatore dell'Östergötland cercò di mantenere il castello in condizioni soddisfacenti, ma non riuscì a impedirne il degrado. Nel 1707 il castello fu esaminato dalla commissione per decidere cosa fare. Le riparazioni proposte sarebbero state molto costose. L'anno successivo tutti gli edifici in legno dell'isola furono venduti all'asta. Il governatore Erik Ehrenkrona propose nel 1720 che tre delle quattro caserme sarebbero state demolite e la quarta riattrezzata. Per conto del Kammarkollegiet (Agenzia dei servizi legali, finanziari e amministrativi) il castello fu esaminato nel 1728 ma la proposta del governatore fu respinta. Gran parte del castello fu demolito nell'estate del 1731 e il materiale utilizzato a Norrköping.
Jacob von Hökerstedt acquistò 1731 Södra kungsladugården, che prese il nome di Stegeborg. A causa delle scarse finanze, la proprietà è stata trasferita alla Sveriges riksbank. I proprietari successivi furono la famiglia von Schwerins (1739–1863).

### XX Secolo
Stegeborg fu protetta nel 1901. Nel 1938 il Consiglio nazionale dei beni culturali di Svezia ricevette una piccola somma per ripulire la posizione dagli alberi e dagli arbusti e le parti più gravemente danneggiate della muratura furono riparate. Durante gli anni 1948-1955 il consiglio del patrimonio è stato aiutato dall'esercito per scavare le rovine, riparare i danni peggiori e costruire delle tettoie protettive su alcune parti.

## Nuovo edificio principale

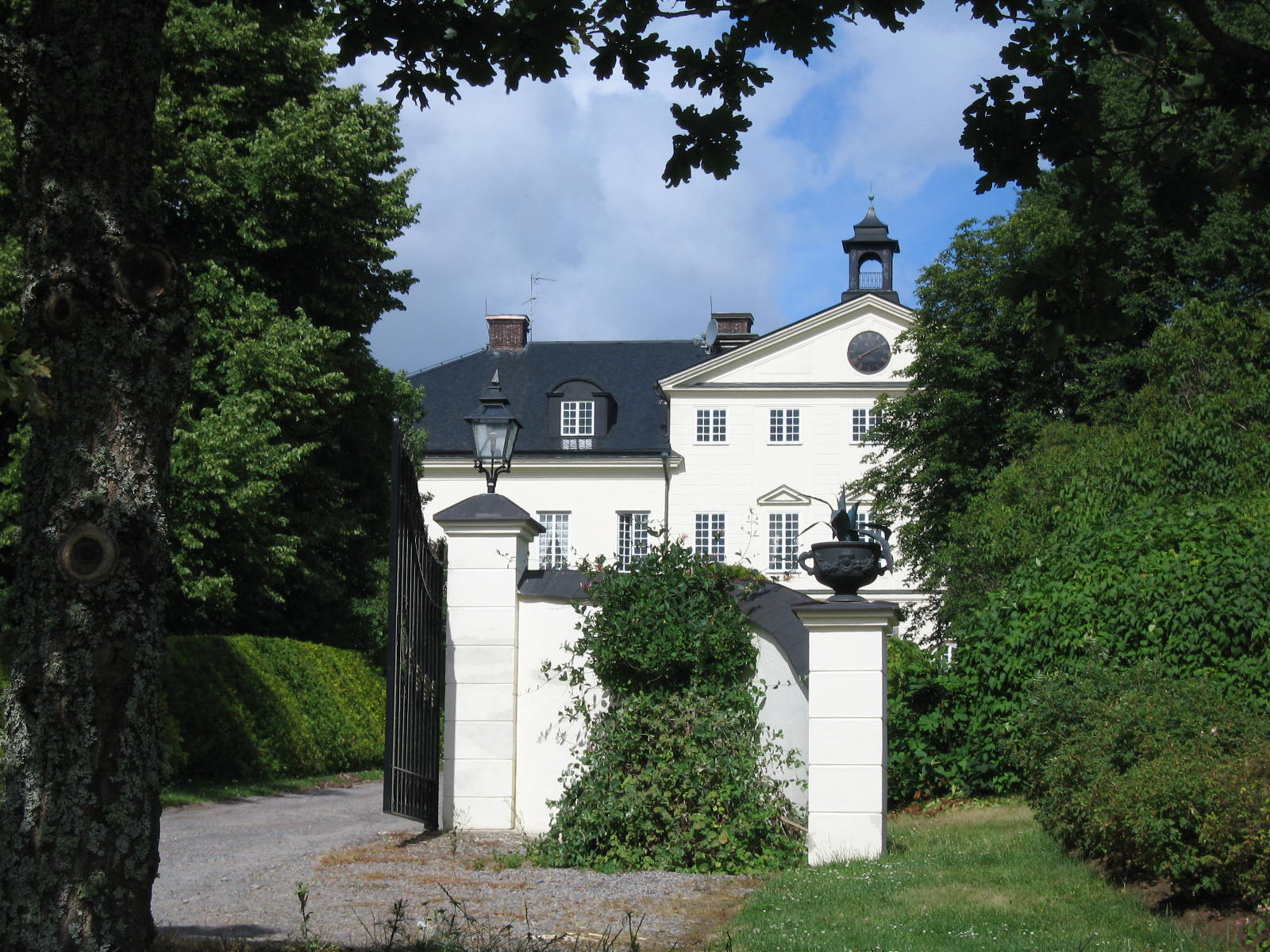
Il nuovo edificio principale

Poco più di un chilometro a sud delle rovine del castello di Stegeborg, si trova il maniero di Stegeborgs (una residenza privata) è un palazzo, non un castello, e fu completato nel 1806 da Werner Detloff von Schwerin. Il piano inferiore ad arco suggerisce che potrebbero essere state utilizzate parti di un'antica casa padronale del 1730. Le pietre di Stegeborg sono state probabilmente utilizzate per la costruzione precedente.
Il palazzo ha assunto l'aspetto attuale, tuttavia, con i vasti lavori di ristrutturazione del 1915-1918, per il capitano Hakon Wijk su progetto dell'architetto Isak Gustaf Clason.
La facciata principale (a est) è stata dotata di una finestra a cupola su ogni lato, un risalto centrale e una lanterna. Alla facciata del giardino è stata data un'ombra intonacata più stretta (che comprende le tre finestre centrali) e due tonalità delle finestre su ciascun lato. L'ornamento in gesso cambiò e divenne più uniforme. Il tetto in mattoni smaltati neri (putsornamentiken) è stato mantenuto (ora ardesia). L'intonaco era originariamente color beige ma ora è bianco sporco.
All'interno del palazzo è stato apportato un parziale cambiamento di planimetria. Il piano terra, ex magazzino, ha ricevuto una serie completamente nuova di arredi della biblioteca, sala da pranzo per uomini e dispense nella facciata orientale e stanze e sala da pranzo per la servitù con angolo cottura a ovest. L'ingresso principale conduce nella sala che ha una doppia scala per la sala superiore. Il piano nobile ha tra l'altro due salotti e camere da letto a est. Il terzo piano ha una sala biliardo nel luogo che precedentemente ospitava la Biblioteca Schwerinska (ora a Thorönsborg).
Una vasca riflettente è stata costruita di fronte al palazzo (oggi riempita) e un grande frutteto fu progettato dall'architetto paesaggista danese I. P. Andersen. Anche la casa del giardiniere (ora un hotel) e una serie di edifici residenziali furono costruiti su progetto di Clason. Una stalla è stata progettata da Clason ma non è mai stata costruita.

## Stegeborg oggi
Stegeborg è oggi di proprietà (2010) della famiglia Danielsson che gestisce un'importante attività turistica nel giardino. Un campo d'aviazione è stato costruito nel prato di Skällsvik, dove è stata combattuta la battaglia di Stegeborg. Presso le rovine del castello e l'adiacente terminal dei traghetti per la Stegeborgsleden, ora c'è anche un porto turistico con un ristorante. Stegeborgs Egendom è oggi (2017) una società per azioni e l'attuale proprietario vi gestisce, tra le altre cose, un'ampia attività turistica.